# Platanthera chapmanii
Platanthera chapmanii är en orkidéart som först beskrevs av John Kunkel Small, och fick sitt nu gällande namn av Carlyle August Luer. Platanthera chapmanii ingår i släktet nattvioler, och familjen orkidéer. Inga underarter finns listade i Catalogue of Life.